# Hessel (Lovns Sogn)
 For alternative betydninger, se Hessel. (Se også artikler, som begynder med Hessel)
Hessel er en gammel hovedgård, som nævnes første gang i 1391. Gården ligger i Louns Sogn, en km syd for Hvalpsund, Vesthimmerlands Kommune (tidligere Gislum Herred, Ålborg Amt). Indtil Kommunalreformen 2007 lå den i Farsø Kommune. 
I 1702 brændte store dele af Hessel. Den ældste er en stor højremslade, hvor egetømmeret er fra 1600. Hovedbygningen er oprindeligt bygget i bindingsværk der stadig kan ses på den side der vender mod parken. Stuehusets indretning står uændret siden 1800 og slægten Elles tid på gården. 
Hessel er i dag et landbrugsmuseum og er åben fra maj til og med september.
Hessel Gods er på 159 hektar med Kongshøjgaard.

## Ejere af Hessel
- (1391-1411) Peder Andersen Munk
- (1411-1430) Jens Terkelsen
- (1430-1470) Ukendt Ejer
- (1470-1480) Peder Raa
- (1480-1532) Ukendt Ejere
- (1532-1538) Niels Mortensen
- (1538-1567) Ukendt ejere
- (1567-1580) Jørgen Lykke
- (1580-1601) Niels Skram
- (1601-1603) Slægten Skram
- (1603-1614) Christoffer Lykke
- (1614-1620) Slægten Lykke
- (1620-1647) Ivar Lykke
- (1647-1670) Valdemar Daa
- (1670-1688) Christian Spormann
- (1688-1708) Karen Foss gift Rosenstand
- (1708) Slægten Foss
- (1708-1732) Anders Mollerup
- (1732-1734) Peder Mollerup
- (1734-1775) Vincent Lerche
- (1775-1797) Christian Frederik Kaalund
- (1797-1799) Niels Severin Würnfeldt
- (1799-1800) Niels Frederik Hillerup
- (1800-1801) Jørgen Peter Rommedahl / A. H. Rasmussen / Christoffer Nislev
- (1801-1802) Niels Frederik Hillerup
- (1802-1807) N. J. Aagaard
- (1807-1821) N. Rostrup
- (1821-1823) Enke Fru Rostrup
- (1823-1829) P. O. Holm / A. Christensen
- (1829-1863) Jesper Lauritzen Elle
- (1863-1902) Hans Christian Elle (søn)
- (1902-1935) Ane Margrethe Elisabeth Elle (datter) / Jens Kristian Jensen
- (1935-1966) H. F. Elle-Jensen (søn)
- (1966-2007) Nordjyllands Amt
- (2007-) Vesthimmerlands Kommune